# Spodoptera ingloria
Spodoptera ingloria är en fjärilsart som beskrevs av Walker 1858. Spodoptera ingloria ingår i släktet Spodoptera och familjen nattflyn. Inga underarter finns listade i Catalogue of Life.